# Будіу-Мік
Будіу-Мік (рум. Budiu Mic) — село у повіті Муреш в Румунії. Входить до складу комуни Кречунешть.
Село розташоване на відстані 258 км на північний захід від Бухареста, 4 км на південний схід від Тиргу-Муреша, 80 км на схід від Клуж-Напоки, 123 км на північний захід від Брашова.

## Населення
За даними перепису населення 2002 року у селі проживали 442 особи.
Національний склад населення села:
| Національність | Кількість осіб | Відсоток |
| -------------- | -------------- | -------- |
| цигани         | 247            | 55,9%    |
| угорці         | 187            | 42,3%    |
| румуни         | 8              | 1,8%     |

Рідною мовою назвали:
| Мова      | Кількість осіб | Відсоток |
| --------- | -------------- | -------- |
| циганська | 258            | 58,4%    |
| угорська  | 175            | 39,6%    |
| румунська | 9              | 2,0%     |